# 三雲町
三雲町（みくもちょう）は三重県中部、一志郡にかつて存在した町。

## 地理
- 三重県中勢部に位置する。
- 町域が松阪市と嬉野町によって分断されている。三雲村の発足時に、松ヶ崎村（現・松阪市六軒町、松崎浦町、松ヶ島町）も含めて誕生する予定であったが、松ヶ崎村が松阪市へ合併先を変えたために分断されたものである。
- 町域の北半部は伊勢湾に面している。
- 土地は殆ど平坦である。

### 自然
- 河川：雲出川

### 隣接していた自治体
- 津市
- 久居市
- 松阪市
- 一志郡 嬉野町、香良洲町

## 歴史
- 1955年（昭和30年）3月21日 - 一志郡小野江村・鵲村・天白村・米ノ庄村が新設合併して三雲村が発足。
- 1986年（昭和61年）4月1日 - 町制施行して三雲町となる。
- 2005年（平成17年）1月1日 - 松阪市・一志郡嬉野町・飯南郡飯南町・飯高町と新設合併し、改めて松阪市が発足。同日三雲町廃止。

## 行政
- 町長：市川庄一

## 教育
中学校
- 松阪市三雲町学校組合立三雲中学校

小学校
- 三雲町立鵲小学校
- 三雲町立小野江小学校
- 三雲町立天白小学校
- 三雲町立米ノ庄小学校

## 交通

### 鉄道
- 近畿日本鉄道
  - 山田線：松ヶ崎駅

かつては近鉄伊勢線も通じていた。
- 東海旅客鉄道
  - 紀勢本線：六軒駅
  - 名松線：上ノ庄駅
    - 合併までは飛地の中に存在していた。

### 路線バス
- 三重交通
  - 津駅 - 天白
  - 小舟江 - 松阪駅

### 道路
- 一般国道
  - 国道23号

## 名所・旧跡・観光スポット・名物・祭事・催事

### 名所・旧跡
- 松浦武四郎記念館

## 出身有名人
- 松浦武四郎